# Futebol de sabão
Futebol de sabão é um esporte não regulamentado, usado mais informalmente como prática recreativa em eventos ocasionais, ou como brinquedo em parques de diversões. 

## Forma de disputa
O jogo consiste no uso de um equipamento inflável, semelhante ao do Pula-pula, porém em formato de um diminuto campo de futebol (ou showbol), onde os participantes, divididos em dois times, devem chutar uma bola na direção do gol. Vence a equipe que conseguir mais gols. 
O diferencial em relação a outros esportes de campo pequeno inspirados no futebol é que no futebol de sabão, além do campo inflável, este deve, durante toda a partida, ser irrigado com água com sabão, de modo que o campo de jogo fique completamente escorregadio. O que no futebol seria um problema, no futebol de sabão confere caráter cômico à disputa, sendo o diferencial da brincadeira.
Por não ser um esporte regulamentado, o futebol de sabão não possui disputas regulares, nem uma federação responsável, portanto, não possui regras fixas, porém, usualmente, disputam as partidas equipes de 5 jogadores, sendo quatro na linha e um no gol, a exemplo do futsal.